# Обичне љубавне пјесме
Обичне љубавне пјесме је трећи студијски албум загребачке рок групе Аеродром који је изашао 1982. године. Након објављивања албума Танго Банго, Младен Крајник је отишао из групе у ЈНА, а Пађен је преузео улогу главног вокала. Албум је снимљен у Шведској, а продуцент је био Тини Варга, који је уједно свирао гитару и певао пратећe вокале. Гост на саксофону био је Уфе Андерсон, који је пуно година сарађивао са групом АББА. На албуму се налази девет песама и он им је донео највећи хит до тада — Обичну љубавну пјесму.

## Списак песама
- Обична љубавна пјесма
- Сутра бит ће боље
- За све криве жене
- Снови
- Кад је са мном квари све
- Мушки строј
- Не могу тако
- Странац
- Одлазим[1]

## Извођачи
- Јурица Пађен - електрична гитара, вокал
- Ремо Картагине - бас гитара
- Бранко Кнежевић - бубњеви
- Зоран Краш - клавијатуре

## Продукција
- Дражен Каленић - дизајн
- Тини Варга - продуцент